# Nestor Khergiani
Nestor Khergiani (né le 20 juillet 1975) est un judoka géorgien. Il est vice-champion olympique dans la catégorie des moins de 60 kg aux Jeux olympiques de 2004 à Athènes. Il est par ailleurs double champion d'Europe en 1998 et 2003. À l'échelon mondial, il a gagné une médaille de bronze lors de l'édition 1999 et une d'argent en 2007.

## Palmarès

### Jeux olympiques
- Jeux olympiques de 2004 à Athènes (Grèce) :
  -  Médaille d'argent en moins de 60 kg (poids super-légers).

### Championnats du monde
- Championnats du monde 1999 à Birmingham (Royaume-Uni) :
  -  Médaille de bronze en moins de 60 kg (poids super-légers).
- Championnats du monde 2007 à Rio de Janeiro (Brésil) :
  -  Médaille d'argent en moins de 60 kg (poids super-légers).

### Championnats d'Europe
| Catégorie                         | 1998 | 1999 | 2000 | 2001 | 2002 | 2003 | 2007 | 2008 | 2009 |
| --------------------------------- | ---- | ---- | ---- | ---- | ---- | ---- | ---- | ---- | ---- |
| Moins de 60 kg Poids super-légers | 1er  | 3e   | 3e   | 3e   | 3e   | 1er  | 3e   | 3e   | 3e   |